# しし座の三つ子銀河
しし座の三つ子銀河(Leo Triplett)またはM66銀河群(M66 Group)は、しし座の方角に約3500万光年離れた位置にある小さな銀河群である。この銀河群は、M65、M66、NGC 3628の3つの渦巻銀河から構成されている。

## 構成
下記の表は、Nearby Galaxies Catalog、Lyons Groups of Galaxies (LGG) Catalog等で常にしし座の三つ子銀河の構成要素とされている3つの銀河である。
| 名前     | 分類     | 赤経 (J2000)  | 赤緯 (J2000) | 赤方偏移 (km/s) | 視等級 |
| -------- | -------- | ------------- | ------------ | --------------- | ------ |
| M65      | SAB(rs)a | 11h 18m 56.0s | +13° 05′ 32″ | 807 ± 3         | 10.3   |
| M66      | SAB(s)b  | 11h 20m 15.0s | +12° 59′ 30″ | 727 ± 3         | 9.7    |
| NGC 3628 | SAb pec  | 11h 20m 17.0s | +13° 35′ 23″ | 843 ± 1         | 9.4    |

さらに1つか2つの他の銀河をこの銀河群に含める文献もある。例えばNGC 3593は、この銀河群に含められることがある。

## 近傍の銀河群
M96銀河群は、物理的にしし座の三つ子銀河の近くにある。この2つの銀河群は、大きな銀河群が引き裂かれてできたものの可能性もあり、しし座の三つ子銀河を実際にM96銀河群の一部とみなす同定アルゴリズムもある。